# Reixes de la catedral de Toledo

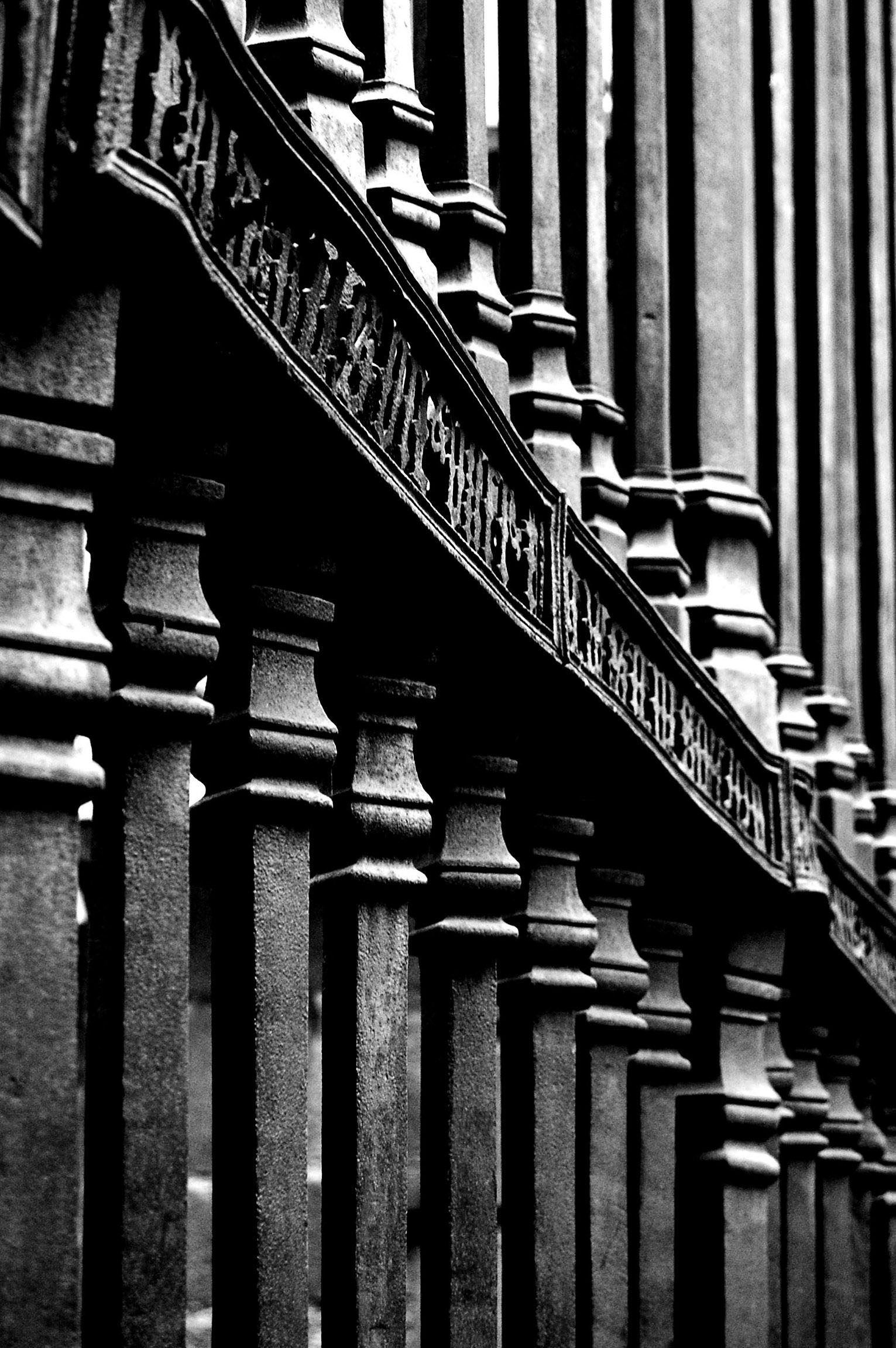
Detall de la reixa de tanca d'una de les portes de la catedral de Toledo

Les reixes de la catedral de Toledo abasten un període estilístic força ampli que va des de les d'època gòtica fins, les més modernes, el segle xvii. Les més representatives són les de la Capilla Mayor i del cor.
Al segle xvi, en els treballs artístics de fer reixes s'imposà l'estil renaixentista. Els balustres, les pilastres i el coronament es treballaven amb una gran delicadesa i una fina orfebreria. El balustre és l'element principal que articula les seccions i que de vegades serveix com a suport de canelobres i tenebraris; primer es van treballar a la forja i més tard van ser treballats al torn. Les reixes renaixentistes són dividides en dos o tres pisos que, paral·lelament, tenen una separació horitzontal realitzada amb ajut de pilars i columnes més gruixudes que s'intercalen entre els balustres més fins. Tenen gairebé sempre un coronament amb la presència de figures mitològiques, amb medallons, canelobres i cresteria. La primera matèria de base era el ferro; un cop fetes es dauraven o se'ls aplicava un bany exterior d'argent.

## Capilla Mayor

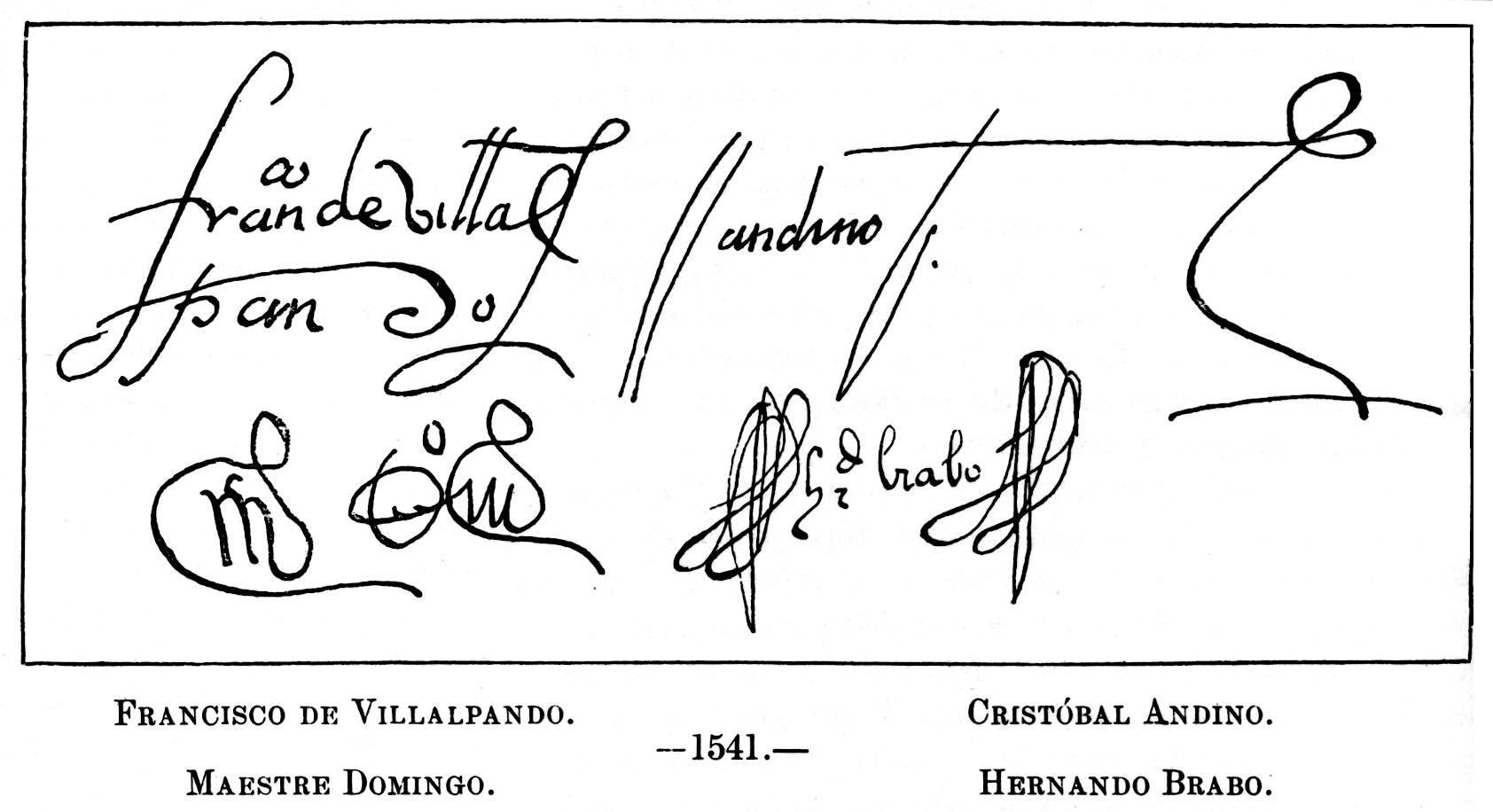
Signatures dels arquitectes-ferrers sol·licitats per la presentació de plànols per les reixes de la Capilla Mayor i el cor

El juny de 1540 es va reunir el capítol catedralici amb el cardenal Tavera al capdavant: es posaren d'acord en cridar els artistes Domingo, Francisco de Villalpando (que treballava a Valladolid) i Cristóbal de Andino (amb el seu taller i treball a Burgos), als quals se'ls van presentar els plans per a la realització de les reixes de la Capilla Mayor i del cor de la catedral de Toledo. Els diputats de la catedral volien «modernitzar» el temple amb les noves tendències renaixentistes i canviar, per tant, les reixes gòtiques existents, així com va ser canviat el cadirat del cor alt.
El ferrer Domingo no era altre que Domingo de Céspedes, veí de Toledo, conegut en l'àmbit com "El mestre" o mestre Domingo, nom amb el qual signava tots els seus treballs. El cognom Céspedes se li va aplicar posteriorment en la historiologia d'art. Als tres arquitectes se'ls va demanar, entre altres coses, la seva opinió sobre la matèria primera de les reixes: Andino preferia el bronze, mentre que Villalpando i Céspedes s'inclinaven pel ferro. La reixa del cor va ser contractada a Céspedes.

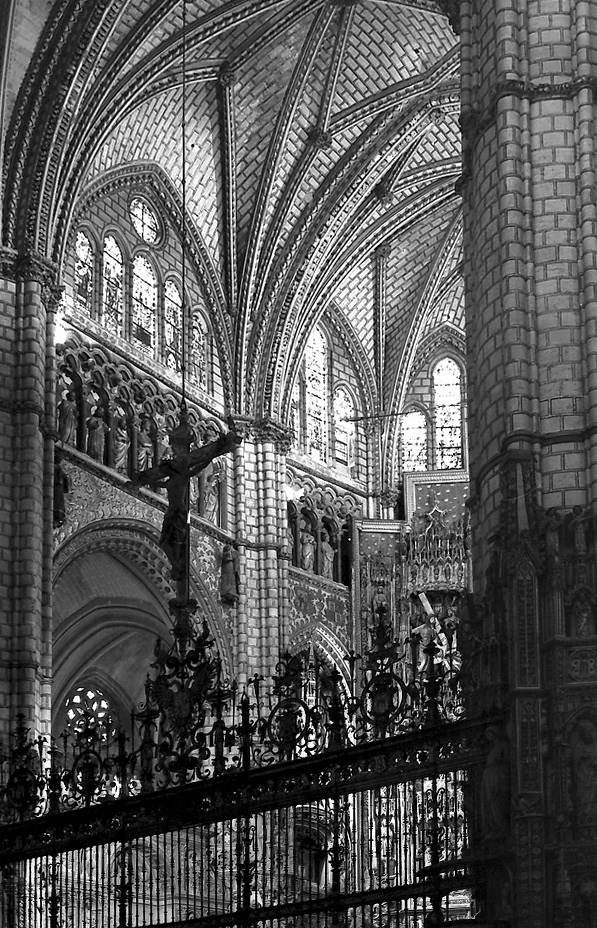
Detall de la reixa a la Capilla Mayor

L'escriptura per l'obra de la reixa de la Capilla Mayor va ser redactada a Madrid; el contracte es va efectuar en un principi per a Villalpando i Andino —cada un amb una meitat de la reixa—, però l'escriptura donava llibertat a Andino per acceptar o no definitivament l'encàrrec: els seus dubtes consistien en que una de les condicions era que el treball es realitzés a la mateixa ciutat de Toledo, la qual cosa era un gran impediment per Andino, que tenia la seva casa i taller a Burgos, on realitzava d'altres encàrrecs. El juny de 1542 es va signar una nova escriptura per determinar l'augment del cost total de la reixa, ja que en obligar-los a construir-la a Toledo canviaven considerablement les xifres inicials pressupostades pels arquitectes a causa que el preu del ferro en aquesta ciutat era força més car que a Valladolid i Burgos. Dels 10.000 ducats d'or pressupostats per Andino es van augmentar a 17.000. Finalment Villalpando es va adaptar al trasllat, mentre que Andino va renunciar i va deixar a les mans del seu col·lega la seva part corresponent del treball.

El capítol tenia molt clar com volia certs aspectes de la reixa: 
| « | ... amb un coronament damunt els puntals d'un canelobre llaurat de talla i motllures de ferro massís i, enmig d'aquest, a l'eix de la reixa, un crucifix treballat amb motllures, figures i grotescs... | » |

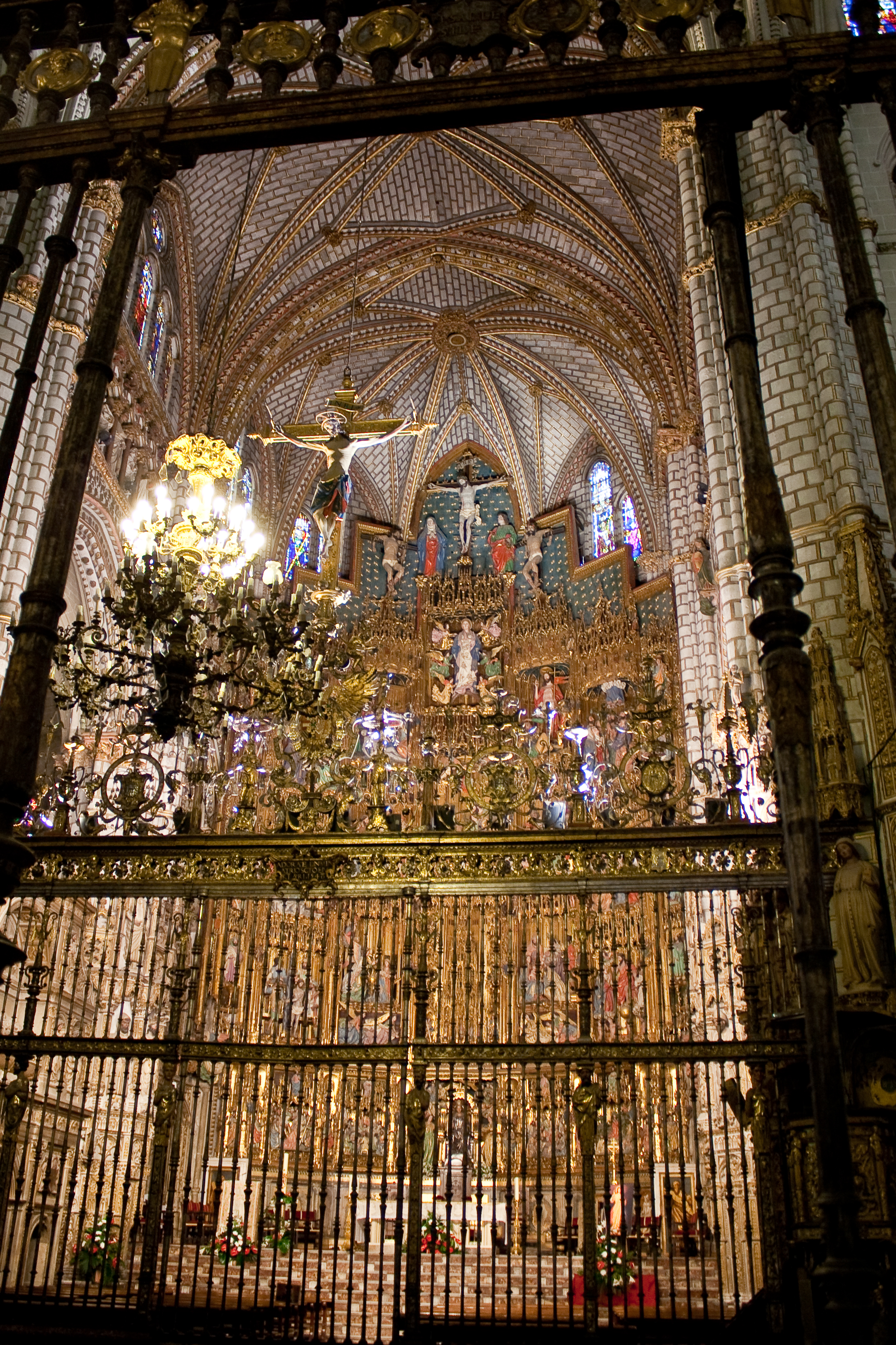
Part frontal de la reixa de la Capilla Mayor

L'obra es va començar l'any 1540 i es va acabar el 1548, segons consta a la mateixa reixa. És una obra magnífica, on els balustres s'eleven harmoniosament en forma lineal, jugant amb l'alternança dels nusos de manera molt equilibrada. A més de la perfecció dels mencionats balustres, cal tenir en compte la riquesa de les formes estatuàries: telamons —anomenats també atlants—, cariàtides i figures clàssiques que duen clàmides. La reixa està realitzada en ferro i bronze daurat, i està col·locada sobre un sòcol de jaspi i marbre. Forma uns relleus que representen històries sagrades que recorden els relleus florentins. Sobre els caps dels atlants hi ha un fris ornamentat de grotescs; tot seguit, un altre pis menys alt que el primer des del qual arrenquen els següents balustres que segueixen el mateix joc d'alternança dels nusos. A manera de divisió de carrers hi van intercalats uns balustres especials que són veritables canelobres; sobre aquests balustres s'estén un altre fris calat i enriquit amb busts, angelets i formes florals. Per sobre hi ha la cresteria, que forma una filigrana d'escuts, genis alats, medallons, canelobres i d'altres adorns platerescs. Al centre s'hi troba l'escut de Carles V amb l'àguila bicèfala i, per sobre, el canelobre llaurat que serveix de peanya al gran crucifix, demanat expressament com a terminació pel capítol catedralici. Va ser signada per Villalpando en un racó amb les paraules Labor ubicumque (treball a totes parts).
A ambdós costats de la reixa s'hi troben els dos púlpits de bronze que van ser encarregats el 1542 a Villalpando; estan situats sobre uns grius que es recolzen en dues gruixudes columnes de pòrfir. Són de forma octogonal, amb uns relleus molt bons, llaurats, que estan separats per atlants. Estan units a la reixa formant un tot. Existeix l'escriptura de concert, on es diu que es conservaran les columnes de jaspi que ja existien als púlpits anteriors.

## Cor

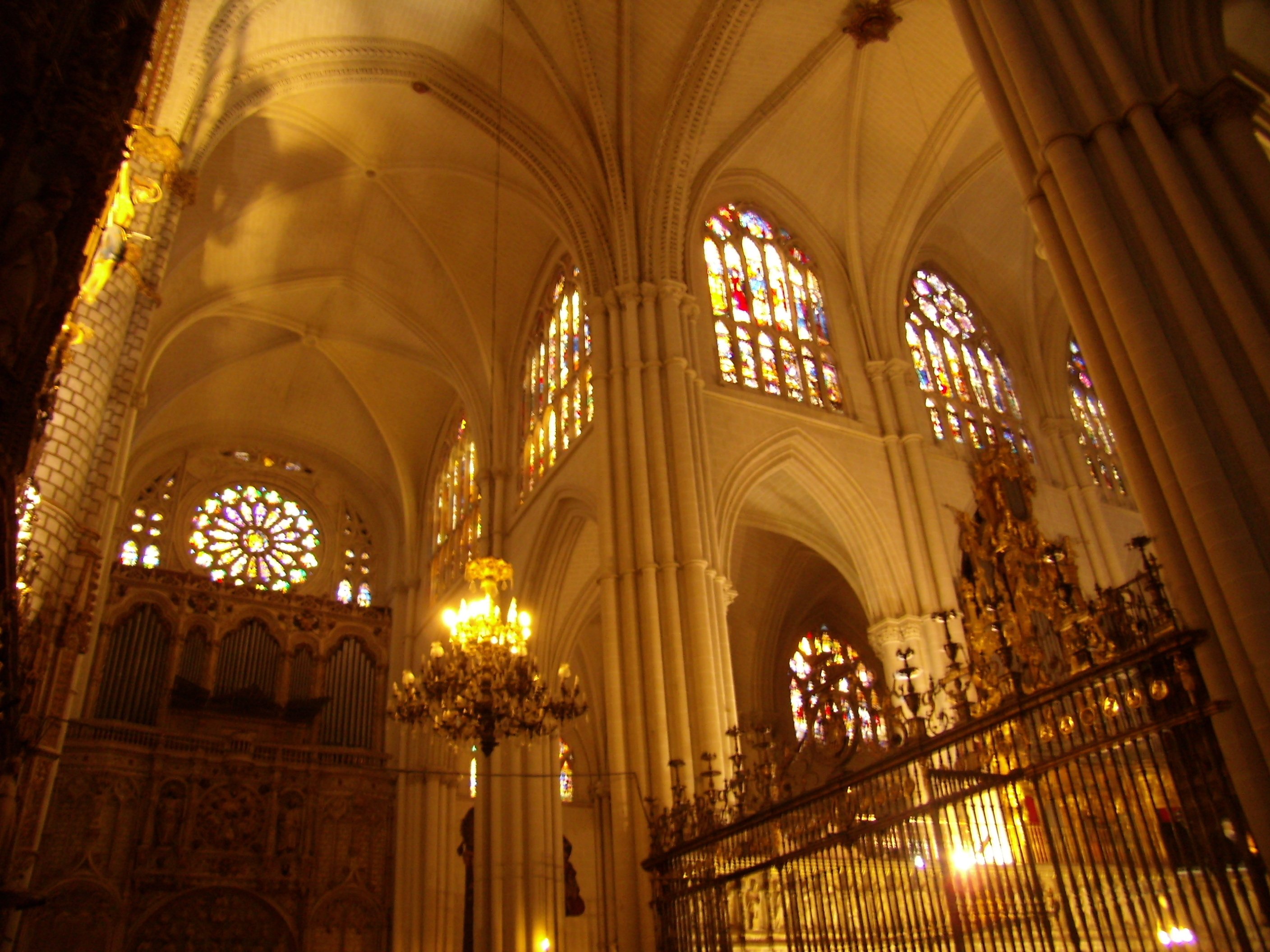
Reixa del cor

La reixa del cor de la catedral és una obra mestra del ferrer Céspedes (o del mestre Domingo, com li agradava signar) acabada l'any 1548. Va tenir com a ajudant al seu gendre Fernando Bravo. Sense estar entre les més espectaculars, és considerada com una de les més harmonioses del renaixement espanyol. Els balustres s'eleven estilitzats, amb un perfil molt fi i una silueta elegant. No està dividida en pisos. A dalt, abans de la cresteria, hi ha una petita divisió a manera d'imposta i, en aquest espai, s'hi troben tota una sèrie de medallons que van alternant-se amb el petit balustre que els separa. En el centre de la cresteria hi ha l'escut del cardenal Silíceo, enquadrat dins d'un oval. A ambdós costats es mantenen drets els candelers, perfectament treballats i d'harmonioses proporcions. La reixa del cor mostra una nova originalitat: en el centre hi ha col·locada una columna balustrada que dona lloc a una doble entrada. En els seus orígens, la reixa estava platejada.

## Sala Capitular
Al vestíbul de la Sala Capitular hi ha una reixa llaurada per Juan López —amb taller a Toledo— el 1554. És una feina de bona cisellada. Sobre un fris s'eleven els balustres fins a arribar a un altre fris en el qual es pot llegir una llegenda. En el centre d'aquest fris i sobre seu hi ha cisellada la figura de Jesús, i a ambdós costats hi ha uns altres sis balustres més curts que els de sota. Sobre seu es recolza un altre fris més ample, treballat amb dibuixos de grotescs. De remat hi ha un bonic escut de Sandoval y Rojas entre canelobres. El mestre va cobrar per aquesta obra dos-cents vuitanta ducats.

## Capelles

### Capilla de los Reyes Viejos
L'autor de la reixa d'entrada a la Capilla de los Reyes Viejos és Domingo de Céspedes. Va construir aquesta reixa el 1529. Consta de tres pisos separats per dos frisos elaborats minuciosament: el superior, amb grius retallats que representen personatges mitològics alats i amb cua de peix; l'inferior, tanmateix, no és retallat, però els seus grotescs estan fets amb una gran precisió. El coronament final està realitzat amb una calavera a baix al centre (motiu molt renaixentista), on es recolza la punta de l'escut del cardenal Fonseca; el subjecten dos grans grius i, sobre seu, dos putti en actitud de pregària. A ambdós costats s'aixequen els canelobres, també molt treballats.
En aquesta capella hi ha una altra reixa d'un sol pis (del mateix autor, 1558) que separa el cor. Els balustres estan decorats amb grotescs.

### Capilla Bautismal
La reixa de la Capilla Bautismal també és obra de Domingo de Céspedes, que va treballar-la del 1522 al 1525. És un treball força original; està policromada i daurada per Alonso Sánchez. En un dels cossos hi ha representada l'escena del baptisme de Jesús en un baix relleu policromat. El coronament és triangular i té inserit l'escut d'armes de la família Fonseca. Céspedes va treballar els barrots d'aquesta reixa seguint la tradició gòtica, però al coronament les figures mitològiques són ja d'estil renaixentista plateresc.

### Capilla del Cristo de la Columna
A la Capilla del Cristo de la Columna s'hi troba una reixa realitzada per un autor anònim que consta de dos cossos de barrots, tots llisos, amb un coronament d'una creu. Es diu que és la més antiga de la catedral.

### Capilla de los Reyes Nuevos

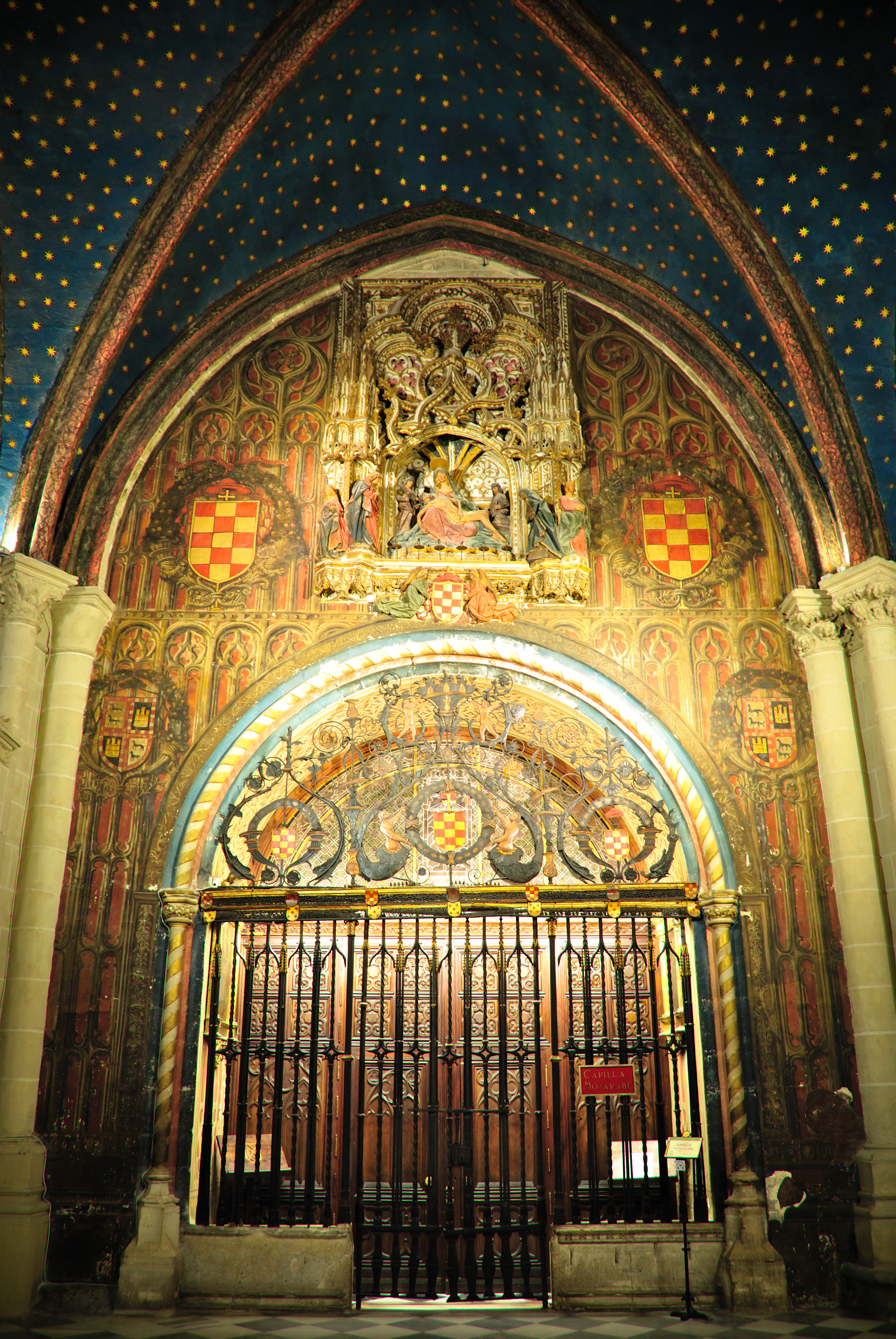
Reixa d'entrada a la Capilla Mozárabe per Juan Francés

Les reixes de la Capilla de los Reyes Nuevos estan datades del 1533 i foren realitzades per Domingo de Céspedes. La que dona accés a la capella és de dos pisos separats per un fris, i es remata amb un final molt treballat amb roleus, candelers i un escut sostingut per dos grans grius. L'altra reixa es troba en el centre de la capella, dividint-la en dos; només té un pis amb balustres platerescs que donen una gran sensació d'harmonia.

### Capilla Mozárabe
La reixa que separa el cor d'aquesta capella amb la resta de l'estança va ser executada per l'últim dels ferrers toledans, Julio Pascual, que va treballar el ferro a la forja a l'antiga usança. En aquest cas va emprar la tècnica de les xapes superposades, bombades amb bola de martell, obtenint d'aquesta manera volums que manquen d'un excessiu calat. La reixa gòtica que dona pas a l'interior de la capella és de Juan Francés (1524); té, entre altres elements d'ornamentació, els escuts del cardenal Cisneros.

### Capilla de la Descensión
La reixa de la Capilla de la Descensión —anomenada antigament Capilla de la Virgen del Pilar— va ser realitzada entre 1607 i 1610 per Bartolomé Rodríguez, amb un cost total de 3500 reals. Els balustres són d'una altura de 187 centímetres, i són tots iguals excepte quatre que són més gruixuts i tenen decoració. La porta d'aquesta reixa és de dues fulles i per damunt dels seus balustres hi ha un fris amb la inscripció «D. Bernardo de Sandoval y Rojas, arzobispo de Toledo, Inquisidor General, por su devoción adornó y ensanchó esta capilla. Año de 1610.» Sobre aquest fris i com a coronament final s'hi troben els escuts del cardenal Sandoval.

### Capilla del Sagrario
Les reixes per a aquesta capella van ser encarregades l'any 1607 a Bartolomé Rodríguez i a Juan Bautista Monegro, mestre d'obres de la catedral en aquella època. La reixa consta de 24 balustres repartits entre els fixos als costats laterals i els divuit que arrangen els dos batents de la porta, que en total mesura uns 3 metres d'amplada. Els barrots van ser fets al torn i amb un sòcol de xapa compost de relleus geomètrics. Sobre els balustres la reixa té un fris amb barrots més petits i un acabament final que segueix el dibuix de l'arc de mig punt de l'entrada en forma de ventall. Va ser daurada i platejada. Va ser acabada l'any 1616.

## Portes

### Puerta de los Leones

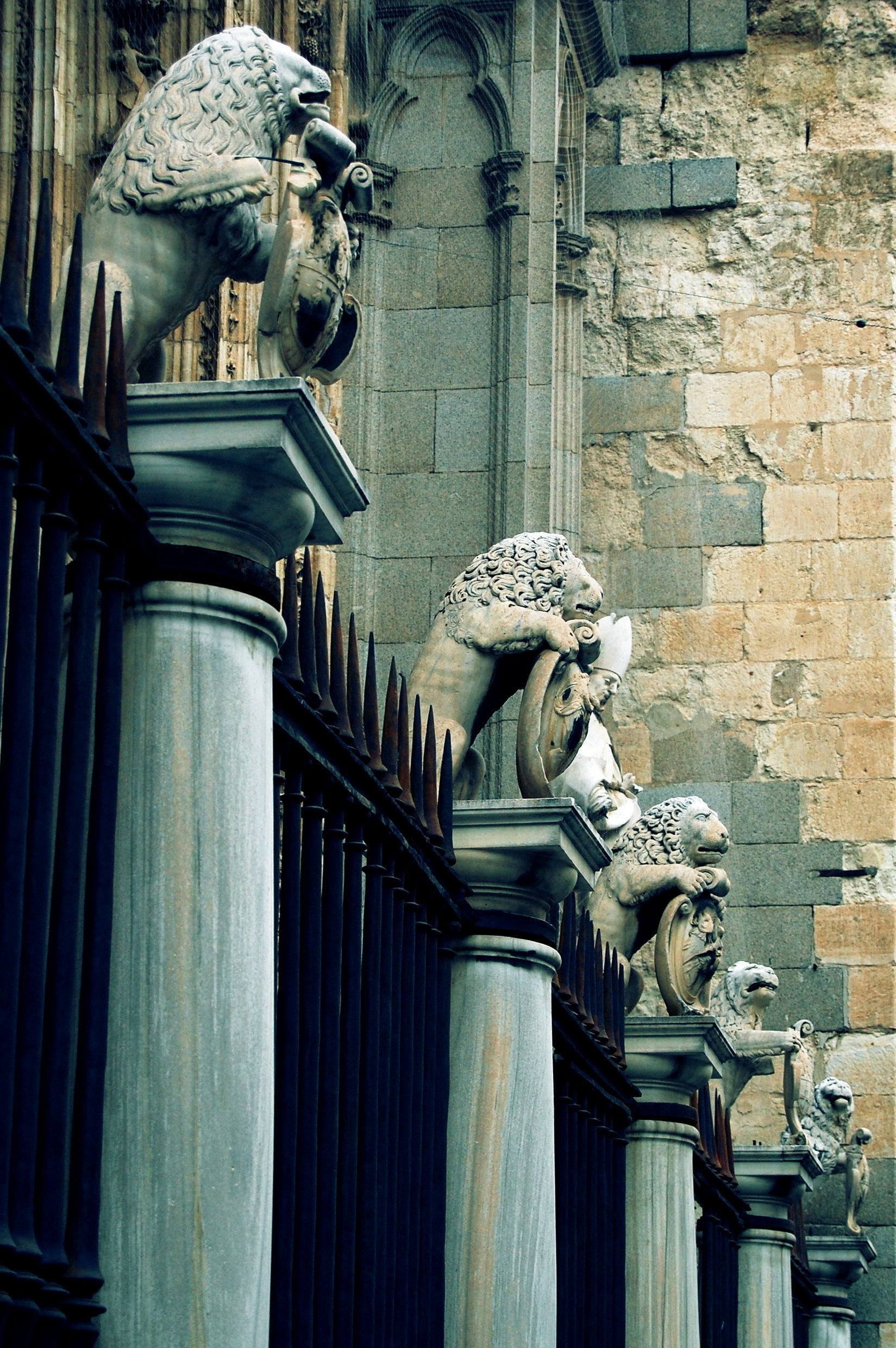
Reixa amb els lleons de la Puerta de los Leones

Es va executar aquesta obra un segle després de les grans reixes de la Capilla Mayor i del cor, en un estil diferent d'aquestes: es prioritzava la solidesa i utilitat per sobre el gust per l'ornamentació demostrat al segle anterior. El seu autor va ser Juan Álvarez de Molina, natural d'Úbeda (Jaén), que va realitzar la reixa a la ciutat de Toledo el 1647.
Els documents conservats sobre la porta diuen que el ferrer va rebre 8.504 rals i 12 morabatins, a part dels 27.000 que li havien estat entregats anteriorment. El document informa també del cost del ferro emprat, que fou pràcticament la totalitat de la quantitat que el ferrer va percebre pel treball. La longitud de la reixa se soluciona amb l'intercalat de sis columnes de marbre amb una base de pedra que, en la part superior, tenen unes figures de lleons que sostenen escuts duplicats del capítol, del governador Gómez Tello Girón i del canonge obrer de la catedral.

### Puerta Llana
La reixa d'aquesta porta va ser realitzada el 1805 per Antonio Rojo. Està dividida en tres parts verticals, dos laterals i la central, que és la que compon la porta amb dos batents. Aquestes parts verticals estan dividides en tres pisos realitzats amb balustres: un cos de dos metres d'altura, una part amb un fris i un altre cos de cent seixanta centímetres d'altura; finalment està rematada amb trenta-dos barrots en punta de llança. Les seves mides són de quatre metres d'alçada per uns set de longitud. Té una inscripció que diu: «Antonius Rojo me fecit en Toledo. Año de 1.805».

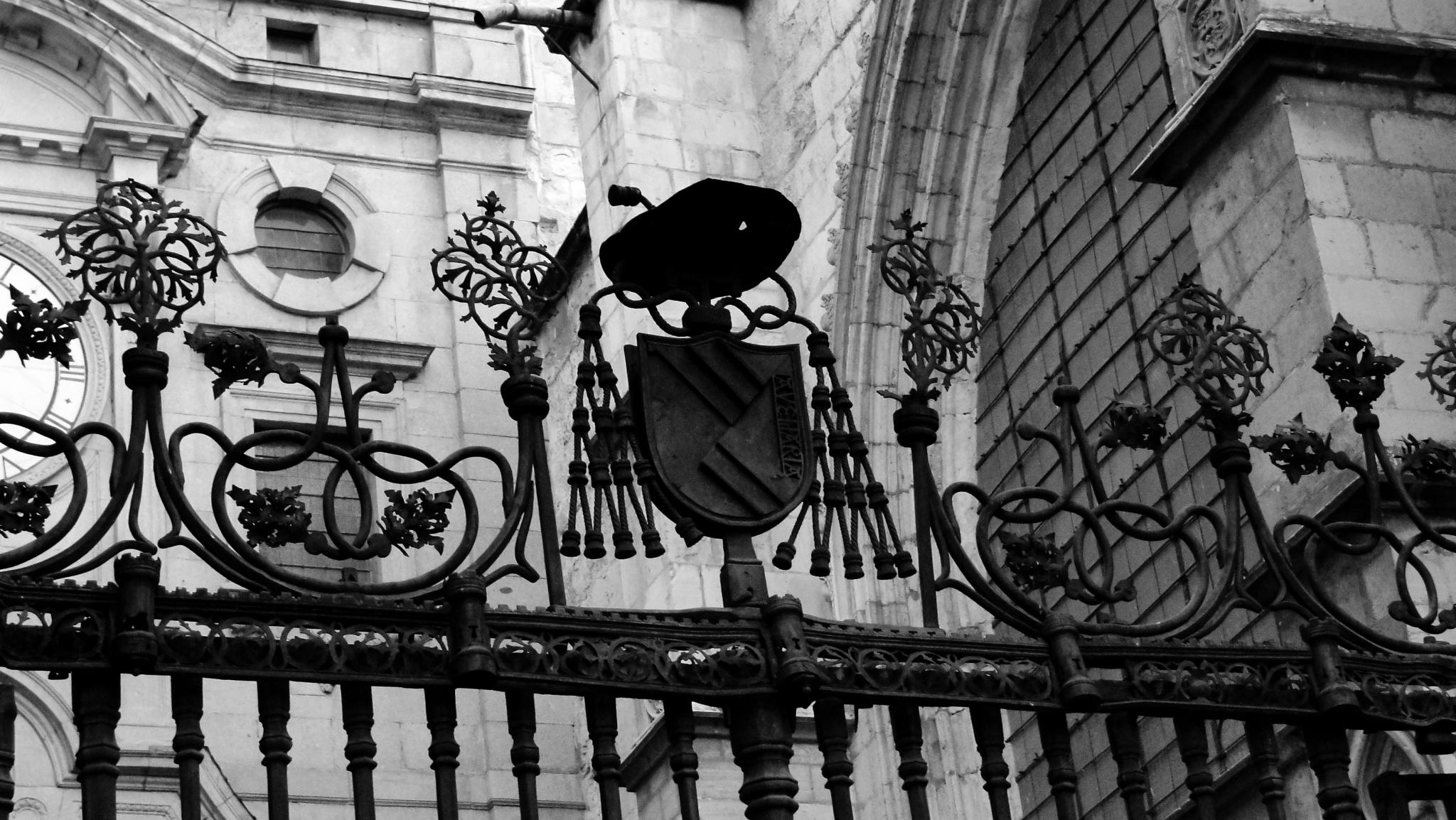
Reixa de la Puerta del Reloj amb el blasó del cardenal Mendoza

### Puerta del Reloj
A la Puerta del Reloj la precedeix un petit pati tancat per una reixa gòtica realitzada pel mestre Paulo. Està formada per barrots llisos amb un fris llaurat que els separa horitzontalment a la part central, i té un coronament final de cresteria amb el blasó del cardenal Pedro González de Mendoza.

## Altres reixes
Hi ha algunes reixes distribuïdes per la catedral realitzades pel ferrer Juan Francés: totes són del mateix estil i són fàcilment identificables. En algunes s'hi pot trobar la seva signatura, com a la de la Capilla de San Martín, que té la següent inscripció: «Juan Francés, maestro mayor de las rejas». Entre les seves obres també hi ha les reixes de les capelles de San Eugenio, de la Concepción i de la Epifanía.
La reixa de la Capilla de Santa Ana té dos pisos amb balustres molt prims i un fris de separació. Al cos superior s'hi veuen adorns de giragonses i, al coronament, un cercle amb un escut i dos medallons. El conjunt és obra de Benito de la Capilla, i és de l'any 1560. La reixa de la Capilla de San Gil —obra també del mateix autor— és de 1573. Utilitza cariàtides com a decoració.